# Stazione di Partinico
La stazione di Partinico è una stazione ferroviaria che serve la località di Partinico posta sulla linea Palermo-Trapani.
La stazione è dotata di due binari di circolazione atti al servizio viaggiatori, più un binario atto solo al servizio merci.
Il fabbricato viaggiatori, a due elevazioni e munito di tettoia, ospita la sala d'attesa e la biglietteria automatica.
Vi sono una bacheca per gli orari cartacei e una macchina obliteratrice.
La stazione è gestita in telecomando dal DCO di Palermo.

## Storia
La stazione è stata aperta al traffico nel 1880.

## Movimento
La stazione è servita dai treni regionali operati da Trenitalia sulla relazione Trapani-Castelvetrano-Palermo.